# Rugby 7 na Letnich Igrzyskach Olimpijskich Młodzieży 2014
Turnieje rugby 7 na Letnich Igrzyskach Olimpijskich Młodzieży 2014 odbyły się w dniach 17–20 sierpnia 2014 roku w chińskim Nankinie. W turniejach dziewcząt i chłopców wzięło udział po sześć zespołów liczących łącznie 144 zawodników.
Był to pierwszy turniej w historii tych zawodów. Każdy zespół mógł liczyć maksymalnie dwunastu zawodników urodzonych pomiędzy 1 stycznia 1996 i 31 grudnia 1997. Nad przebiegiem turniejów czuwało ośmioro arbitrów pod przewodnictwem Paddy’ego O’Briena.
Zawody odbyły się na mieszczącym dwa tysiące widzów Youth Olympic Sports Park. Niepokonani w fazie grupowej byli Argentyńczycy i Australijki, zaś w finałach Australijki pokonały Kanadyjki, a Francuzi wysoko wygrali z Argentyczykami. Młodzi Fidżijczycy pokonawszy Kenijczyków zdobyli natomiast pierwszy w historii medal olimpijski dla swego kraju.
Ambasadorem zawodów była Heather Moyse, dwukrotna mistrzyni olimpijska w bobslejach oraz reprezentantka Kanady w obu odmianach rugby.

## Podsumowanie

### Klasyfikacja medalowa
| Klasyfikacja medalowa | Klasyfikacja medalowa | Klasyfikacja medalowa | Klasyfikacja medalowa | Klasyfikacja medalowa | Klasyfikacja medalowa |
| Miejsce               | Reprezentacja         | Złoto                 | Srebro                | Brąz                  | Razem                 |
| --------------------- | --------------------- | --------------------- | --------------------- | --------------------- | --------------------- |
| 1                     | Australia             | 1                     | 0                     | 0                     | 1                     |
| =                     | Francja               | 1                     | 0                     | 0                     | 1                     |
| 3                     | Argentyna             | 0                     | 1                     | 0                     | 1                     |
| =                     | Kanada                | 0                     | 1                     | 0                     | 1                     |
| 5                     | Chiny                 | 0                     | 0                     | 1                     | 1                     |
| =                     | Fidżi                 | 0                     | 0                     | 1                     | 1                     |
| Razem                 | Razem                 | 2                     | 2                     | 2                     | 6                     |

### Medaliści
| Konkurencja | 1. miejsce     | 2. miejsce     | 3. miejsce |
| ----------- | -------------- | -------------- | ---------- |
| Chłopcy     | Francja U-18   | Argentyna U-18 | Fidżi U-18 |
| Dziewczęta  | Australia U-18 | Kanada U-18    | Chiny U-18 |

## Kwalifikacje
Podstawą kwalifikacji była klasyfikacja końcowa seniorskiego Pucharu Świata 2013, który odbędzie się w Moskwie w dniach 28–30 czerwca 2013 roku. Najwyżej sklasyfikowany zespół z każdego z regionów IRB otrzyma miejsce w turnieju chłopców, lecz z uwagi na fakt przyznania Chinom miejsca w turnieju dziewcząt, z całego kontynentu amerykańskiego awans uzyska tylko najlepsza wśród reprezentacji zrzeszonych w NACRA i CONSUR. Dodatkowo w przypadku, gdy Chinki zajmą najwyższe miejsce w Pucharze Świata 2013 spośród azjatyckich zespołów, miejsce to otrzyma druga najwyżej sklasyfikowana azjatycka reprezentacja. Żaden z krajów nie może być reprezentowany w więcej niż jednym sporcie drużynowym, tak więc jeśli zdobędzie kwalifikację w więcej niż jednym z takich sportów, musi zdecydować się na któryś z nich i zrezygnować z pozostałych. Jeśli powstanie w takim przypadku wakat w turnieju rugby 7, jego miejsce zajmie drużyna z tego samego regionu, lub w przypadku, gdy ta nie przyjmie zaproszenia, będzie nią najwyżej sklasyfikowana spośród uczestniczących w Pucharze Świata niezależnie od regionu, która wcześniej nie uzyskała awansu. Gdyby zaś z udziału zrezygnowały mające zapewnione miejsce Chinki, ich miejsce przypadnie najwyżej sklasyfikowanej drużynie z regionu CONSUR lub NACRA, który wcześniej nie otrzymał kwalifikacji.
IRB potwierdziła listę uczestników w połowie czerwca 2014 roku.
| Region       | Chłopcy | Chłopcy           | Dziewczęta | Dziewczęta                 |
| Region       | Miejsca | Kraj              | Miejsca    | Kraj                       |
| ------------ | ------- | ----------------- | ---------- | -------------------------- |
| Gospodarz    | –       | –                 | 1          | Chiny                      |
| ARFU         | 1       | Japonia           | 1          |                            |
| CAR          | 1       | Kenia             | 1          | Tunezja                    |
| CONSUR       | 1       | Argentyna         | 1 2        | Kanada · Stany Zjednoczone |
| NACRA        | 1       | Stany Zjednoczone | 1 2        | Kanada · Stany Zjednoczone |
| Rugby Europe | 1       | Francja           | 1          | Hiszpania                  |
| FORU         | 1       | Fidżi             | 1          | Australia                  |

## System rozgrywek
System rozgrywek dla obu płci był identyczny. Sześć uczestniczących reprezentacji w pierwszej fazie rozegrało spotkania systemem kołowym w ramach jednej grupy, następnie czołowa czwórka awansowała do półfinałów, pozostałe dwie zmierzyły się zaś w meczu o miejsce piąte. W fazie grupowej spotkania toczone były bez ewentualnej dogrywki, za zwycięstwo, remis i porażkę przysługiwało odpowiednio trzy, dwa i jeden punkt, brak punktów natomiast za nieprzystąpienie do meczu. W przypadku remisu w fazie pucharowej organizowana była dogrywka składająca się z dwóch pięciominutowych części, z uwzględnieniem reguły nagłej śmierci. Jedynie mecze o medale składały się z dwóch dziesięciominutowych części, w pozostałych zaś spotkaniach połowa meczu obejmowała będzie siedem minut.

## Turniej chłopców

### Faza grupowa
| 17 sierpnia 201410:30 | Fidżi U-18 | 29:5(19:0) | Japonia U-18 | Youth Olympic Sports Park, Nankin |
| 17 sierpnia 201410:30 |            | 29:5(19:0) |              | Youth Olympic Sports Park, Nankin |

| 17 sierpnia 201411:00 | Kenia U-18 | 22:12(10:12) | Stany Zjednoczone U-18 | Youth Olympic Sports Park, Nankin |
| 17 sierpnia 201411:00 |            | 22:12(10:12) |                        | Youth Olympic Sports Park, Nankin |

| 17 sierpnia 201411:30 | Argentyna U-18 | 19:7(7:7) | Francja U-18 | Youth Olympic Sports Park, Nankin |
| 17 sierpnia 201411:30 |                | 19:7(7:7) |              | Youth Olympic Sports Park, Nankin |

| 17 sierpnia 201417:30 | Fidżi U-18 | 29:10(19:5) | Stany Zjednoczone U-18 | Youth Olympic Sports Park, Nankin |
| 17 sierpnia 201417:30 |            | 29:10(19:5) |                        | Youth Olympic Sports Park, Nankin |

| 17 sierpnia 201418:00 | Kenia U-18 | 0:24(0:7) | Francja U-18 | Youth Olympic Sports Park, Nankin |
| 17 sierpnia 201418:00 |            | 0:24(0:7) |              | Youth Olympic Sports Park, Nankin |

| 17 sierpnia 201418:30 | Argentyna U-18 | 40:12(14:7) | Japonia U-18 | Youth Olympic Sports Park, Nankin |
| 17 sierpnia 201418:30 |                | 40:12(14:7) |              | Youth Olympic Sports Park, Nankin |

| 18 sierpnia 201410:30 | Fidżi U-18 | 12:17(7:10) | Francja U-18 | Youth Olympic Sports Park, Nankin |
| 18 sierpnia 201410:30 |            | 12:17(7:10) |              | Youth Olympic Sports Park, Nankin |

| 18 sierpnia 201411:00 | Kenia U-18 | 5:32(0:20) | Argentyna U-18 | Youth Olympic Sports Park, Nankin |
| 18 sierpnia 201411:00 |            | 5:32(0:20) |                | Youth Olympic Sports Park, Nankin |

| 18 sierpnia 201411:30 | Stany Zjednoczone U-18 | 10:22(5:14) | Japonia U-18 | Youth Olympic Sports Park, Nankin |
| 18 sierpnia 201411:30 |                        | 10:22(5:14) |              | Youth Olympic Sports Park, Nankin |

| 18 sierpnia 201417:30 | Kenia U-18 | 24:27(19:12) | Japonia U-18 | Youth Olympic Sports Park, Nankin |
| 18 sierpnia 201417:30 |            | 24:27(19:12) |              | Youth Olympic Sports Park, Nankin |

| 18 sierpnia 201418:00 | Francja U-18 | 22:17(10:7) | Stany Zjednoczone U-18 | Youth Olympic Sports Park, Nankin |
| 18 sierpnia 201418:00 |              | 22:17(10:7) |                        | Youth Olympic Sports Park, Nankin |

| 18 sierpnia 201418:30 | Fidżi U-18 | 0:21(0:14) | Argentyna U-18 | Youth Olympic Sports Park, Nankin |
| 18 sierpnia 201418:30 |            | 0:21(0:14) |                | Youth Olympic Sports Park, Nankin |

| 19 sierpnia 201410:30 | Francja U-18 | 28:7(14:7) | Japonia U-18 | Youth Olympic Sports Park, Nankin |
| 19 sierpnia 201410:30 |              | 28:7(14:7) |              | Youth Olympic Sports Park, Nankin |

| 19 sierpnia 201411:00 | Argentyna U-18 | 33:10(14:5) | Stany Zjednoczone U-18 | Youth Olympic Sports Park, Nankin |
| 19 sierpnia 201411:00 |                | 33:10(14:5) |                        | Youth Olympic Sports Park, Nankin |

| 19 sierpnia 201411:30 | Fidżi U-18 | 12:17(12:10) | Kenia U-18 | Youth Olympic Sports Park, Nankin |
| 19 sierpnia 201411:30 |            | 12:17(12:10) |            | Youth Olympic Sports Park, Nankin |

### Faza pucharowa

#### Mecz o miejsce 5.
| 19 sierpnia 201416:00 | Japonia U-18 | 12:29 | Stany Zjednoczone U-18 | Youth Olympic Sports Park, Nankin |
| 19 sierpnia 201416:00 |              | 12:29 |                        | Youth Olympic Sports Park, Nankin |

#### Cup
|  |                  |                |              |                   |    |                |                |       |
|  | Półfinały        | Półfinały      | Półfinały    |                   |    | Finał          | Finał          | Finał |
|  | Półfinały        | Półfinały      | Półfinały    |                   |    | Finał          | Finał          | Finał |
|  | 19 sierpnia 2014 |                |              |                   |    |                |                |       |
|  |                  |                |              |                   |    |                |                |       |
|  | Argentyna U-18   | Argentyna U-18 | 19           |                   |    |                |                |       |
|  | Argentyna U-18   | Argentyna U-18 | 19           | 20 sierpnia 2014  |    |                |                |       |
|  | Kenia U-18       | Kenia U-18     | 12           |                   |    |                |                |       |
|  | Kenia U-18       | Kenia U-18     | 12           |                   |    | Argentyna U-18 | Argentyna U-18 | 22    |
|  | 19 sierpnia 2014 |                |              |                   |    | Argentyna U-18 | Argentyna U-18 | 22    |
|  |                  |                | Francja U-18 | Francja U-18      | 45 |                |                |       |
|  | Francja U-18     | Francja U-18   | Francja U-18 | Francja U-18      | 45 | 34             |                |       |
|  | Francja U-18     | Francja U-18   |              |                   |    |                |                |       |
|  | Fidżi U-18       | Fidżi U-18     | 12           |                   |    |                |                |       |
|  | Fidżi U-18       | Fidżi U-18     | 12           | Mecz o 3. miejsce |    |                |                |       |
|  |                  |                |              |                   |    |                |                |       |
|  | 20 sierpnia 2014 |                |              |                   |    |                |                |       |
|  |                  |                |              |                   |    |                |                |       |
|  | Kenia U-18       | Kenia U-18     | 0            |                   |    |                |                |       |
|  | Kenia U-18       | Kenia U-18     | 0            |                   |    |                |                |       |
|  | Fidżi U-18       | Fidżi U-18     | 12           |                   |    |                |                |       |
|  | Fidżi U-18       | Fidżi U-18     | 12           |                   |    |                |                |       |

| 19 sierpnia 201418:00 | Argentyna U-18 | 19:12 | Kenia U-18 | Youth Olympic Sports Park, Nankin |
| 19 sierpnia 201418:00 |                | 19:12 |            | Youth Olympic Sports Park, Nankin |

| 19 sierpnia 201418:30 | Francja U-18 | 34:12 | Fidżi U-18 | Youth Olympic Sports Park, Nankin |
| 19 sierpnia 201418:30 |              | 34:12 |            | Youth Olympic Sports Park, Nankin |

| 20 sierpnia 201410:30 | Argentyna U-18 | 22:45 | Francja U-18 | Youth Olympic Sports Park, Nankin |
| 20 sierpnia 201410:30 |                | 22:45 |              | Youth Olympic Sports Park, Nankin |

| 20 sierpnia 201409:30 | Kenia U-18 | 0:12 | Fidżi U-18 | Youth Olympic Sports Park, Nankin |
| 20 sierpnia 201409:30 |            | 0:12 |            | Youth Olympic Sports Park, Nankin |

### Klasyfikacja końcowa
| Miejsce | Reprezentacja          | Składy |
| ------- | ---------------------- | ------ |
| złoto   | Francja U-18           |        |
| srebro  | Argentyna U-18         |        |
| brąz    | Fidżi U-18             |        |
| 4       | Kenia U-18             |        |
| 5       | Stany Zjednoczone U-18 |        |
| 6       | Japonia U-18           |        |

## Turniej dziewcząt

### Faza grupowa
| 17 sierpnia 201409:00 | Australia U-18 | 31:0(12:0) | Tunezja U-18 | Youth Olympic Sports Park, Nankin |
| 17 sierpnia 201409:00 |                | 31:0(12:0) |              | Youth Olympic Sports Park, Nankin |

| 17 sierpnia 201409:30 | Kanada U-18 | 10:24(5:12) | Chiny U-18 | Youth Olympic Sports Park, Nankin |
| 17 sierpnia 201409:30 |             | 10:24(5:12) |            | Youth Olympic Sports Park, Nankin |

| 17 sierpnia 201410:00 | Hiszpania U-18 | 12:12(7:7) | Stany Zjednoczone U-18 | Youth Olympic Sports Park, Nankin |
| 17 sierpnia 201410:00 |                | 12:12(7:7) |                        | Youth Olympic Sports Park, Nankin |

| 17 sierpnia 201416:00 | Australia U-18 | 15:12(5:7) | Chiny U-18 | Youth Olympic Sports Park, Nankin |
| 17 sierpnia 201416:00 |                | 15:12(5:7) |            | Youth Olympic Sports Park, Nankin |

| 17 sierpnia 201416:30 | Kanada U-18 | 19:14(12:0) | Stany Zjednoczone U-18 | Youth Olympic Sports Park, Nankin |
| 17 sierpnia 201416:30 |             | 19:14(12:0) |                        | Youth Olympic Sports Park, Nankin |

| 17 sierpnia 201417:00 | Hiszpania U-18 | 32:0(12:0) | Tunezja U-18 | Youth Olympic Sports Park, Nankin |
| 17 sierpnia 201417:00 |                | 32:0(12:0) |              | Youth Olympic Sports Park, Nankin |

| 18 sierpnia 201409:00 | Australia U-18 | 38:0(21:0) | Stany Zjednoczone U-18 | Youth Olympic Sports Park, Nankin |
| 18 sierpnia 201409:00 |                | 38:0(21:0) |                        | Youth Olympic Sports Park, Nankin |

| 18 sierpnia 201409:30 | Kanada U-18 | 31:0(14:0) | Hiszpania U-18 | Youth Olympic Sports Park, Nankin |
| 18 sierpnia 201409:30 |             | 31:0(14:0) |                | Youth Olympic Sports Park, Nankin |

| 18 sierpnia 201410:00 | Chiny U-18 | 34:0(22:0) | Tunezja U-18 | Youth Olympic Sports Park, Nankin |
| 18 sierpnia 201410:00 |            | 34:0(22:0) |              | Youth Olympic Sports Park, Nankin |

| 18 sierpnia 201416:00 | Kanada U-18 | 43:12(19:5) | Tunezja U-18 | Youth Olympic Sports Park, Nankin |
| 18 sierpnia 201416:00 |             | 43:12(19:5) |              | Youth Olympic Sports Park, Nankin |

| 18 sierpnia 201416:30 | Stany Zjednoczone U-18 | 7:29(7:17) | Chiny U-18 | Youth Olympic Sports Park, Nankin |
| 18 sierpnia 201416:30 |                        | 7:29(7:17) |            | Youth Olympic Sports Park, Nankin |

| 18 sierpnia 201417:00 | Australia U-18 | 41:0(12:0) | Hiszpania U-18 | Youth Olympic Sports Park, Nankin |
| 18 sierpnia 201417:00 |                | 41:0(12:0) |                | Youth Olympic Sports Park, Nankin |

| 19 sierpnia 201409:00 | Stany Zjednoczone U-18 | 26:0(19:0) | Tunezja U-18 | Youth Olympic Sports Park, Nankin |
| 19 sierpnia 201409:00 |                        | 26:0(19:0) |              | Youth Olympic Sports Park, Nankin |

| 19 sierpnia 201409:30 | Hiszpania U-18 | 0:45(0:21) | Chiny U-18 | Youth Olympic Sports Park, Nankin |
| 19 sierpnia 201409:30 |                | 0:45(0:21) |            | Youth Olympic Sports Park, Nankin |

| 19 sierpnia 201410:00 | Australia U-18 | 21:5(7:5) | Kanada U-18 | Youth Olympic Sports Park, Nankin |
| 19 sierpnia 201410:00 |                | 21:5(7:5) |             | Youth Olympic Sports Park, Nankin |

### Faza pucharowa

#### Mecz o miejsce 5.
| 19 sierpnia 201415:30 | Hiszpania U-18 | 25:5 | Tunezja U-18 | Youth Olympic Sports Park, Nankin |
| 19 sierpnia 201415:30 |                | 25:5 |              | Youth Olympic Sports Park, Nankin |

#### Cup
|  |                        |                        |             |                   |    |                |                |       |
|  | Półfinały              | Półfinały              | Półfinały   |                   |    | Finał          | Finał          | Finał |
|  | Półfinały              | Półfinały              | Półfinały   |                   |    | Finał          | Finał          | Finał |
|  | 19 sierpnia 2014       |                        |             |                   |    |                |                |       |
|  |                        |                        |             |                   |    |                |                |       |
|  | Australia U-18         | Australia U-18         | 33          |                   |    |                |                |       |
|  | Australia U-18         | Australia U-18         | 33          | 20 sierpnia 2014  |    |                |                |       |
|  | Stany Zjednoczone U-18 | Stany Zjednoczone U-18 | 0           |                   |    |                |                |       |
|  | Stany Zjednoczone U-18 | Stany Zjednoczone U-18 | 0           |                   |    | Australia U-18 | Australia U-18 | 38    |
|  | 19 sierpnia 2014       |                        |             |                   |    | Australia U-18 | Australia U-18 | 38    |
|  |                        |                        | Kanada U-18 | Kanada U-18       | 10 |                |                |       |
|  | Chiny U-18             | Chiny U-18             | Kanada U-18 | Kanada U-18       | 10 | 19             |                |       |
|  | Chiny U-18             | Chiny U-18             |             |                   |    |                |                |       |
|  | Kanada U-18            | Kanada U-18            | 26          |                   |    |                |                |       |
|  | Kanada U-18            | Kanada U-18            | 26          | Mecz o 3. miejsce |    |                |                |       |
|  |                        |                        |             |                   |    |                |                |       |
|  | 20 sierpnia 2014       |                        |             |                   |    |                |                |       |
|  |                        |                        |             |                   |    |                |                |       |
|  | Stany Zjednoczone U-18 | Stany Zjednoczone U-18 | 0           |                   |    |                |                |       |
|  | Stany Zjednoczone U-18 | Stany Zjednoczone U-18 | 0           |                   |    |                |                |       |
|  | Chiny U-18             | Chiny U-18             | 12          |                   |    |                |                |       |
|  | Chiny U-18             | Chiny U-18             | 12          |                   |    |                |                |       |

| 19 sierpnia 201417:00 | Australia U-18 | 33:0 | Stany Zjednoczone U-18 | Youth Olympic Sports Park, Nankin |
| 19 sierpnia 201417:00 |                | 33:0 |                        | Youth Olympic Sports Park, Nankin |

| 19 sierpnia 201417:30 | Chiny U-18 | 19:26 | Kanada U-18 | Youth Olympic Sports Park, Nankin |
| 19 sierpnia 201417:30 |            | 19:26 |             | Youth Olympic Sports Park, Nankin |

| 20 sierpnia 201410:00 | Australia U-18 | 38:10 | Kanada U-18 | Youth Olympic Sports Park, Nankin |
| 20 sierpnia 201410:00 |                | 38:10 |             | Youth Olympic Sports Park, Nankin |

| 20 sierpnia 201409:00 | Stany Zjednoczone U-18 | 0:12 | Chiny U-18 | Youth Olympic Sports Park, Nankin |
| 20 sierpnia 201409:00 |                        | 0:12 |            | Youth Olympic Sports Park, Nankin |

### Klasyfikacja końcowa
| Miejsce | Reprezentacja          | Składy |
| ------- | ---------------------- | ------ |
| złoto   | Australia U-18         |        |
| srebro  | Kanada U-18            |        |
| brąz    | Chiny U-18             |        |
| 4       | Stany Zjednoczone U-18 |        |
| 5       | Hiszpania U-18         |        |
| 6       | Tunezja U-18           |        |